# 詹姆斯·韦尔登·约翰逊
詹姆斯·韦尔登·约翰逊（James Weldon Johnson 1871年6月17日—1938年6月26日）是一名美国作家、民权运动家，美国全国有色人种协进会领袖、哈莱姆文艺复兴重要成员。1934年，他成为纽约大学的第一位非洲裔美国人教授，后来也曾在费斯克大学执教。